# جون إدواردز (لاعب كريكت)
جون إدواردز (بالإنجليزية: John Edwards)‏ (16 أغسطس 1928 بملبورن في أستراليا - 29 ديسمبر 2002) هو لاعب كريكت أسترالي. لعب مع فريق فكتوريا للكريكت.

## وصلات خارجية
- جون إدواردز (لاعب كريكت) على موقع إي آس بي آن كريك إنفو (الإنجليزية)